# Riek Gai Kok
Riek Gai Kok est un homme politique sud-soudanais, issu du peuple Nuer. Ancien député de la République du Soudan avant la scission de 2011, il est l'actuel ministre de la Santé du Soudan du Sud depuis 2013.